# Дечиг пондар
чечен. Дечиг по́ндар (по́ндур) или ингуш. дахчан пандар — древний национальный инструмент вайнахов — чеченцев и ингушей. Трёххорный щипковый музыкальный инструмент, распространённый у народов Кавказа. С появлением аккордеона («Кехат-пондар»), в народе пондару начинают назвать «дечиг-пондар».
Близок по конструкции к дагестанскому агач-кумузу.

## Описание
Инструмент имеет деревянный, выдолбленный из одного куска дерева корпус удлинённой формы с плоской верхней и изогнутой нижней декой, и традиционно изготавливался из орехового дерева.
Гриф пондара имеет лады. Порожками ладов на старинных инструментах служили верёвочные или жильные поперечные перевязы на грифе. Струны состояли из высушенных жил животных, что отразилось в его названии — от слов «пхан» — жильный/жила и «дар» — действие, то есть, изготовленный из жилы. Звуки на пондаре извлекаются пальцами правой руки, приёмами удара по струнам сверху вниз или снизу вверх, тремоло, бряцанием и щипком. Его звук имеет мягкий тембр шелестящего характера. Размеры пондара бывают от 750—900 мм.
Мелодии сложны, ритмически своеобразны, и вместо общепринятого мажора или минора для неё характерны дорийский и фригийский лады.
Под его звуки древние чеченские илланчи исполняли илли.

### Строй

Аккорды пондара

Строй 3-струнного пондара: c-d-g
Строй 6-струнного пондара: cc-dd-gg

### Разновидности
Старинный пондар, сохранив свою форму, был усовершенствован в конце 30-х годов XX века. В частности, для усиления его звука стали применять медиаторы, и в оркестре пондар смог участвовать как пикколо, прима, альт, тенор и бас. Этим старинный инструмент во многом обязан композитору Георгию Мепурнову. Грузин по национальности, получивший образование в Московской консерватории, Г. Мепурнов связал свою творческую судьбу с Чечнёй и плодотворно работал там в тридцатые годы. Разносторонне образованный музыкант, одаренный композитор, он был хорошим организатором, настоящим музыкантом-общественником и педагогом. По инициативе Г. Мепурнова в 1936 году был создан оркестр народных инструментов, который он возглавил. Он же задумал и осуществил реконструкцию народных инструментов.
Нужно было на основе немногих традиционных чеченских музыкальных инструментов создать оркестровую группу. Для реконструкции знаменитых пондаров были привлечены профессор Московской государственной консерватории В. М. Беляев, заведующий учебной частью Грозненского музыкального училища М. М. Халебский и музыкальный мастер-конструктор П. А. Шошин, успешно проделавший уже подобную работу в ряде республик СССР.
Форма старинных трехструнных пондаров была сохранена. В группе чондаргов (музыкальный инструмент чеченцев по типу скрипки) после реконструкции появились примы и альты. Пополненный исконно народными чеченскими инструментами: гармониками, зурной, ударными — оркестр дал возможность Г. Мепурнову ввести в его репертуар многие произведения.
На протяжении всей своей жизни Г. Мепурнов собирал и обрабатывал чеченские народные мелодии. Он является автором ряда художественных обработок и оригинальных произведений на темы музыкального фольклора Чечни.

### Распространённость
Пондар является одним из самых распространённых музыкальных инструментов Кавказа, который изучается в музыкальных учебных заведениях Чечни и Ингушетии.

## Родственные инструменты
Пондар также был перенят у вайнахов соседями-кавказцами.
Так, например, сохранилось вайнахское название на грузинский лад — пандури, но пандури все-таки был впоследствии видоизменен. Ныне он отличается по форме и звучанию от пондара, и теперь это родственные, но разнящиеся инструменты.
Родственными пондару инструментами также являются:
- Аварский пандур;
- Осетинский дала-фандыр.

## Этимология
Этимология слова имеет перевод с чеченского «Пхон» и «Дар», что дословно — «Жил Действие», соответствующее устройству инструмента — искусственно высушенные жилы на смычке деревянного корпуса.